# Metamodernismo
O Metamodernismo refere-se a um conjunto de desenvolvimentos nos campos da filosofia, estética e da cultura que emergem e reagem ao pós-modernismo. 
O termo metamodernista apareceu já em 1975, quando Mas'ud Zavarzadeh isoladamente o usou para descrever um conjunto de estéticas ou atitudes que vinham surgindo nas narrativas literárias americanas desde meados da década de 1950. No Brasil, foi formulada por Jayro Luna e por Philadelpho Menezes em 1986.
O conceito vem se difundido em poetas contemporâneos, por exemplo em Almandrade, J.J.Gallahade, Uílcon Pereira, Paulo Antônio Barreto Jr, Sergio Guillermo, Moyo Okediji. Segundo Robertson Kircher "O Metamodernismo oferece uma possibilidade de transformação de escolas literárias em estratégias, arejando e renovando o campo semântido da poesia".

## O Conceito
O Metamodernismo parte da proposta de que o poeta tem que estar em atitude de avaliação do contexto em que pretende compor ou apresentar sua criação. Neste contexto observa as possibilidades de comunicação, o meio, os conflitos e a previsibilidade de recepção. Assim, compõe uma estratégia que parte da composição, escolhendo formas, características, bases teóricas que podem ser recuperadas de escolas literárias anteriores ou de tendências contemporâneas. Assim, o poeta não será um poeta preso a um conjunto limitado de recursos formais e característicos de escolas, mas todas as escolas existentes e tendências literárias podem lhe servir de material teórico e composicional. O que assegura essa amplitude é a estratégia escolhida com vistas às justificativas e objetivos poéticos traçados.
Partindo de concepções teóricas nascidas na Poesia-práxis de Mário Chamie e da Poesia Concreta, o Metamodernismo articula uma concepção teórica fundada nas possibilidades não apenas de jogo da palavra poética no espaço visual e semântico do poema, mas na constituição do poema como realização de uma estratégia composicional e informacional que se articula a partir de um projeto poético em relação ao seu contexto cultural, histórico e artístico.